# Římskokatolická farnost Medonosy
Římskokatolická farnost Medonosy (lat. Medenostium) je církevní správní jednotka sdružující římské katolíky na území obce Medonosy a v jejím okolí. Organizačně spadá do mladoboleslavského vikariátu, který je jedním z 10 vikariátů litoměřické diecéze. Centrem farnosti je kostel svatého Jakuba Staršího v Medonosích.

## Historie farnosti
Již v roce 1384 byla v místě středověká farnost (plebánie). Po husitských válkách plebánie zanikla. Místo bylo dále spravováno ze Chcebuze. Od roku 1791 byla v místě zřízena expositura a od roku 1800 lokálie. Matriky jsou zachovány od roku 1801. Farnost byla v místě znovu ustavena roku 1855.

### Duchovní správcové vedoucí farnost
Začátek působnosti jmenovaného v duchovní správě farnosti od:
- 1361   Wenceslaus
- 1363   Wenceslaus Hetlin z Dubé, † 1370
- 1370   Franco de Legau
- 1394   Hasko de Legau
- 1403   Benedictus z Chodce
- 1415   Nicolaus z Kralovic
- 1415   Christianus z Veleni
- 1416   Thomas z Robče
- 1417   Gallus ze Sutomi
- Hilarius eremita, † 1750
- 1759   Ignat. Parsch cap. Zebusensis
- 1791   cap. expos. Jos. Röllig
- 1793   cap. expos. Anton. Pichel, n. 11. 9. 1748 Planens., o. 21. 12. 1771, † 10. 7. 1824
- 1806   cap. loc. Franc. Pabel, n. 21. 9. 1762 Kvítkov, o. 30. 8. 1789, † 13. 9. 1837
- 1825   cap. loc. Jos. Worliczek, n. 27. 12. 1793 Cheynoviens., o. 22. 8. 1819
- 1830   cap. loc. Phil. Čermak, n. 7. 5. 1798 Tuchoměřice, o. 10. 8. 1825, † 24. 6. 1877
- 1839   cap. loc. Vinc. Kubath, n. 6. 4. 1799 Jablonec, o. 4. 9. 1827
- 1856   proto–par. Vinc. Kubath, n. 6. 4. 1799 Jablonec, o. 4. 9. 1827, † 6. 2. 1859
- 1857   par. vacat, admin. interc. Anton. Zagjček
- 1858   Jos. Richter, n. 19. 5. 1819 Počeplice, o. 25. 7. 1844, † 3. 5. 1890
- 1860   Jos. Pietsch, n. 31. 1. 1824 Pablovic., o. 4. 7. 1848, † 25. 2. 1895
- 1875   Jos. Ferkl, n. 23. 6. 1830 Kočnevic, o. 25. 7. 1856, † 9. 12. 1889
- 1890   par. vacat, admin. interc. Jac. Gregora
- 1892   Henr. Max, n. 16. 7. 1857 Bystřice, o. 11. 5. 1884, † 17. 9. 1935
- 1917   Hermannus. Stümper, n. 25. 3. 1863 Linz ad Rhen (G), o. 19. 5. 1894, † 21. 11. 1925
- 1926   par. vacat, admin. interc. exc. Guil. Beuys
- 1927   Aemil. Johne, n. 23. 2. 1893 Kratzau, o. 29. 6. 1917, † 12. 4. 1952
- 1934   par. vacat, admin. exc. Alphons. Ramisch
- 1940   par. vacat, admin. exc. Adolph. Jaksch
- 15. 7. 1945   Alphons. Ramisch, n.  9. 8. 1902 Wallach, o. 11. 7. 1926, † 31. 8. 1957
- 21. 2. 1947   František Jiráček
- 25. 3. 1947   Alois Malý
- 8. 9.  1947   Jaroslav Červinka
- 1. 10. 1962   Antonín Pospíšil
- 20. 3. 1963   Václav Červinka
- 1. 3.  1973    Josef Bělohlav
- 1. 4.  1994    Bernard Drahoslav Říský OFM, admin. exc. z Vysoké u Mělníka
- 1. 2.  2004    Jan Jucha MS, admin. exc. z Mělníka
- 1. 8.  2009    Jacek Zyzak MS, admin. exc. z Mělníka, † 10. 12. 2022 Polsko[5]
- 19. 12. 2022 Miroslaw Mateńko MS, admin. exc. z Mělníka[3]

Kromě kněží stojících v čele farnosti, působili ve farnosti v průběhu její historie i jiní kněží. Většinou pracovali jako farní vikáři, kaplani, katecheté, výpomocní duchovní aj.

## Území farnosti
Do farnosti náleží území obce:
- Bukovec (Pokolitz,[4] Bukolitz[6])[p 2]
- Bylochov (Wallach)[p 2]
- Chudolazy (Chudolas)[p 2]
- Medonosy (Medonost)[p 2]
- Osinaličky (Klein Wosnalitz,[4] Klein-Wosnalitz[6])[p 2]

## Římskokatolické sakrální stavby a místa kultu na území farnosti
| | Fotografie             | Stavba                         | Místo                  | Bohoslužby                      | Zeměpisné souřadnice                                                   | Status                     | Číslo kulturní památky                       |
| Kostel, fara a hřbitov | Kostel, fara a hřbitov | Kostel, fara a hřbitov         | Kostel, fara a hřbitov | Kostel, fara a hřbitov          | Kostel, fara a hřbitov                                                 | Kostel, fara a hřbitov     | Kostel, fara a hřbitov                       |
| --- | ---------------------- | ------------------------------ | ---------------------- | ------------------------------- | ---------------------------------------------------------------------- | -------------------------- | -------------------------------------------- |
| 1. |                        | Kostel sv. Jakuba Staršího     | Medonosy               | bližší informace o bohoslužbách | 50°29′37″ s. š., 14°29′10″ v. d.                                       | farní kostel               | 23018/2-1444 (Pk•MIS•Sez•Obr•WD) (Q37819611) |
| 2. |                        | Fara                           | Medonosy               | —                               | poblíž kostela 50°29′38″ s. š., 14°29′8″ v. d.                         | bývalé sídlo farního úřadu | —                                            |
| 3. |                        | Hřbitov                        | Medonosy               | —                               | okolo kostela 50°29′37″ s. š., 14°29′10″ v. d.                         | obecní hřbitov             | —                                            |
| Kaple a zvonice |                        |                                |                        |                                 |                                                                        |                            |                                              |
| 4. |                        | Kaple                          | Medonosy               | —                               | u silnice I/9, poblíž domů čp. 35, 36 50°29′40″ s. š., 14°29′13″ v. d. | kaple                      | 23637/2-3857 (Pk•MIS•Sez•Obr•WD)             |
| 5. |                        | Pramen svatého Vojtěcha        | Medonosy               | —                               | u mokřadů Liběchovky 50°29′52″ s. š., 14°29′17″ v. d.                  | výklenková kaple           | —                                            |
| 6. |                        | Požární zbrojnice se zvoničkou | Bukovec                | —                               | u hlavní cesty ve středu obce 50°30′28″ s. š., 14°29′18″ v. d.         | zvonice                    | —                                            |
| 7. |                        | Požární zbrojnice se zvoničkou | Chudolazy              | —                               | 50°28′29″ s. š., 14°28′36″ v. d.                                       | zvonice                    | —                                            |
| Sochy a venkovní kříže |                        |                                |                        |                                 |                                                                        |                            |                                              |
| 8. |                        | Socha svaté Ludmily            | Medonosy               | —                               | při čp. 2, pp. 364 50°29′0″ s. š., 14°29′10″ v. d.                     | socha                      | 21888/2-1447 (Pk•MIS•Sez•Obr•WD) (Q37819611) |
| 9. |                        | Socha sv. Jana Nepomuckého     | Chudolazy              | —                               | na mostě přes říčku Liběchovku 50°28′1″ s. š., 14°28′25″ v. d.         | socha                      | —                                            |
| 10. |                        | Venkovní kříž                  | Bukovec                | —                               | vedle požární zbrojnice 50°30′28″ s. š., 14°29′18″ v. d.               | krucifix                   | —                                            |
| 11. |                        | Venkovní kříž                  | Bylochov               | —                               | ve středu obce 50°30′45″ s. š., 14°28′34″ v. d.                        | krucifix                   | —                                            |
| 12. |                        | Venkovní kříž                  | Chudolazy              | —                               | vedle požární zbrojnice 50°28′29″ s. š., 14°28′36″ v. d.               | krucifix                   | —                                            |
| 13. |                        | Venkovní kříž                  | Osinaličky             | —                               | u Památné lípy v Osinaličkách 50°28′47″ s. š., 14°29′13″ v. d.         | krucifix                   | —                                            |
| Některé drobné sakrální stavby a pamětihodnosti lze dohledat zde v databázi Drobné sakrální památky Zaniklé sakrální stavby lze dohledat zde v databázi Poškozené a zničené kostely, kaple a synagogy v České republice |                        |                                |                        |                                 |                                                                        |                            |                                              |

## Příslušnost k farnímu obvodu
Z důvodu efektivity duchovní správy byl vytvořen farní obvod (kolatura) farnosti – proboštství Mělník, jehož součástí je i farnost Medonosy, která je tak spravována excurrendo.